# Бретанське герцогство
Брета́нське гéрцогство (брет. Dugelezh Breizh, фр. Duché de Bretagne) — феодальне володіння на північному заході Франції, землі якого розташовувалися первинно на території історичної області, а згодом увійшли до складу сучасного французького регіону Бретань. Правителі мали титул герцогів. Бретанське королівство захопили нормани, але 939 року бретонці прогнали їх і утворили герцогство Бретань. У 1532 році через династичний союз, герцогство об'єдналось із Французьким королівством.

## Географія

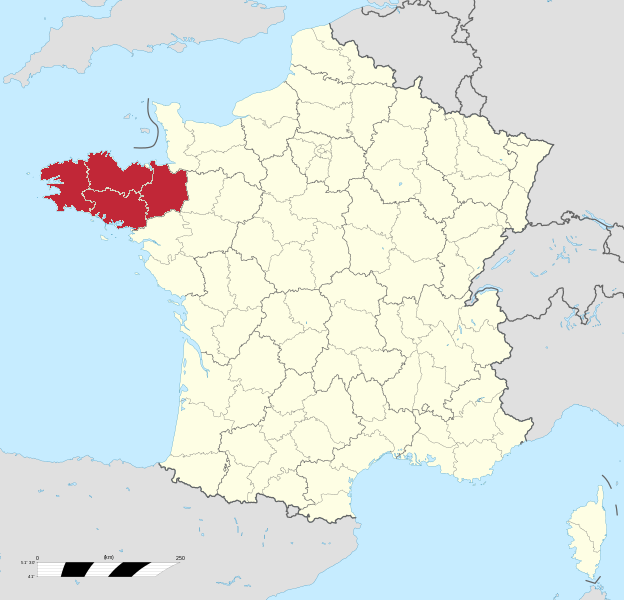
Розташування Бретані на мапі Франції

Бретанське герцогство займало територію, на якій розташовано сучасний французький регіон Бретань. Традиційно воно поділялося на такі провінції (області, «країни»), що відповідають єпархіям: у Нижній Бретані (брет. Breizh Izel) розташовувались провінції Леон, Трегор, Корнуай і Ваннете (фр. Vannetais), натомість у Верхній Бретані (брет. Breizh Uhel) були такі: Сен-Бріє, Сен-Мало, Доль, Ренн і Нант. У цих провнціях правили знатні феодали чи духовенство.

## Історія

### Утворення герцогства
Після смерті 907 року короля Алена I Великого, Бретанське королівство впало під ударами норманів. У 913—931 роках Бретань зайняли нормани на чолі Рагенольда (Рогнвальда), Фелекана та Інкона. У 931 році Ален Крива Борода та Юдікаель Беранже, граф де Ренн намагалися звільнити Бретань, але безуспішно. У 931—937 роках герцог Нормандії Вільгельм Довгий Меч завоював області Котантен і Авраншен та привласнив собі титул герцога Бретанського.

### Управління герцогством Другим Нантським домом
Ален II онук за материнською лінією Алена I Великого, прагнув відновити зруйноване норманами Бретанське королівство, однак коштів на це у нього було мало. Окрім того, Бретанське герцогство значно зменшилося за розмірами у порівнянні з королівством за правління Саломона. Ален був змушений відмовитися від Котантена, Авранша й західного Мену. У 952 році герцог Ален II помер, так і не встигнувши здійснити всі свої плани. Новим герцогом Бретанським став його старший син, Дрого.
Смерть Дрого 958 року в Анже за загадкових обставин викликала хвилювання у Бретані. Дехто вбачав у вбивстві руку Фулька II Анжуйського, який став графом Нанта з 958 року до своєї смерті. Жителі Нанта, звинувачуючи Фулька у вбивстві Дрого, підбурили повстання й обрали собі за графа позашлюбного сина Алена II на ймення Гоель.
Того ж 981 року помер єпископ Нанта Ґот'є, і брат Гоеля, Гюереш, вирушив до Туру для висвячування у цей сан. Однак поки брат перебував у від'їзді, Гоеля I було вбито за вказівкою Конана, графа Ренна, і Гюерешу довелося повернутись і прийняти на себе титули графа Нанта й герцога Бретанського.
Для того, аби боротися проти Конана I, якого підозрювали в організації вбивства Гоеля, Гюереш уклав союз із герцогом Аквітанії Гільйомом IV. За сім років після вбивства Гоеля I Конан, остерігаючись спрямованого проти нього Нантсько-Анжуйського союзу, організував отруєння Гюереша.
Після смерті герцога Гюереша його володіння успадкував малолітній син Ален. Хто був його опікуном — невідомо. Але вже 990 року Ален помер від хвороби, після чого Конану вдалося захопити Нант і привласнити собі титул герцога Бретанського.

### Захоплення герцогства Реннським домом
Невдовзі Конану довелось зіткнутись із графом Анжу Фульком III Неррою, який проголосив себе захисником інтересів Нантського дому. 27 червня 992 року Фульк розбив Конана у другій битві під Конкереєм, до того ж, сам Конан загинув. Бретанське герцогство і Анжуйське графство перейшло до його старшого сина Жоффруа I.
У 1008 році Жоффруа I помер, коли повертався з паломництва із Рима. Він залишив двох малолітніх синів — Алена, герцога Бретані та Еона, графа Пент'євра, доручивши над ними опіку Річардові II, герцогу Нормандії.
У 1040 році Ален III був отруєний норманами. Оскільки його єдиний син Конан був іще неповнолітнім, то регентом герцогства став молодший син Жоффруа I Ед, якому було передано графство Пент'євр як апанаж. Конан II не лишив законних спадкоємців, після чого герцогом Бретанським було проголошено Гоеля II, першого представника дому де Корнуай на троні Бретанського герцогства.

### Правління графів Корнуаю
Гоель II де Корнуай був чоловіком Гавіси, дочки герцога Алена III й сестри Конана II. Його батьком був Ален, граф Корнуаю, а матір'ю — Юдит, графиня Нанта. Його шлюб із Гавісою відбувся 11 грудня 1066 року, й він також був офіційно коронований герцогом Бретанським, після чого Гоель і його нащадки отримали права на герцогство.

Історичні провінції Бретані

Йому спадкував 13 квітня 1084 року старший син Ален, натомість графство Нант перейшло до його другого сина Матьє. У 1103 році останній помер, і графство перейшло до Алена IV. Той помер 13 жовтня 1119 року. Наступним герцогом став Конан III, син Алена IV.
Однак перед своєю смертю 1148 року Конан III позбавив спадку свого сина Гоеля III та призначив своїм наступником свого онука Конана IV, сина його дочки Берти й Алана Чорного, графа Річмонда. Конан IV правив під регентством свого зятя Еона де Пороет, другого чоловіка Берти. Гоель III оскаржував права на герцогство у Конана IV й останній був змушений переховуватись ув Англії. У 1156 році Генріх II, король Англії, знову призначив на престол Бретані Конана IV.

### Бретанське герцогство у 1156—1221 роках

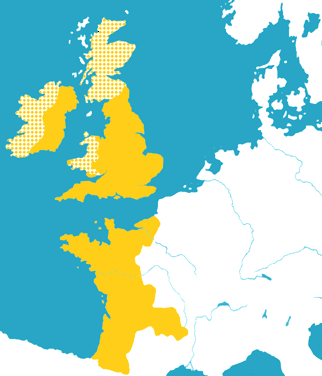
Бретань у складі Анжуйської імперії

Під час заворушень і повстань серед дворянства Бретанського герцогства, Конан IV попрохав надати йому підтримку короля Генріха II. Останній погодився, за умови, якщо дочка Конана Констанція вийде за його сина Жоффруа. Під тиском Генріха II Конан IV був змушений зректися престолу 1166 року. Генріх II оголосив себе герцогом Бретанським, і герцогство приєдналося до Анжуйської імперії. Позиції Генріха II в Бретані особливо посилилися 1181 року, коли його син Жоффруа одружився з Констанцією, після чого Генріх передав йому герцогство. Починаючи з герцога Жоффруа II, герцоги Бретанські складали омаж королеві Франції за свій лен — Бретанське герцогство.
Жоффруа II спадкував його син Артур I. Коли Артуру I було шістнадцять, його захопив та ув'язнив у Руані, а згодом убив, за допомогою своєї матері Алієнор Аквітанської рідний дядько, англійський король Йоанн Безземельний.

### Дім де Дре
П'єр I Моклерк де Дре був троюрідним братом короля Франції Людовіка VIII. Попри те, що він був королівського походження, як представник молодшої гілки П'єр не мав великих перспектив. Проте королю Франції потрібен був лояльний правитель Бретані. Заплутана династична ситуація після смерті Артура, дозволила королю Франції Філіпу II Августу, у 1212 році видати спадкоємицю Артура Алікс, дочку опікуна Артура Гі де Туара, за свого родича П'єра Моклерка де Дре. У 1213 році П'єр став герцогом Бретані.

Герб П'єра Моклерка

Йому вдалося вивести Бретань з-під впливу Англії та Франції. За рік він захопив графство Пент'євр, привласнивши собі титул графа у цій області. Передавши 1237 року владу в герцогстві наступникам П'єр вирушив у Сьомий хрестовий похід, де був захоплений у полон 6 квітня 1250 року. Він помер у морі під час повернення до Європи.

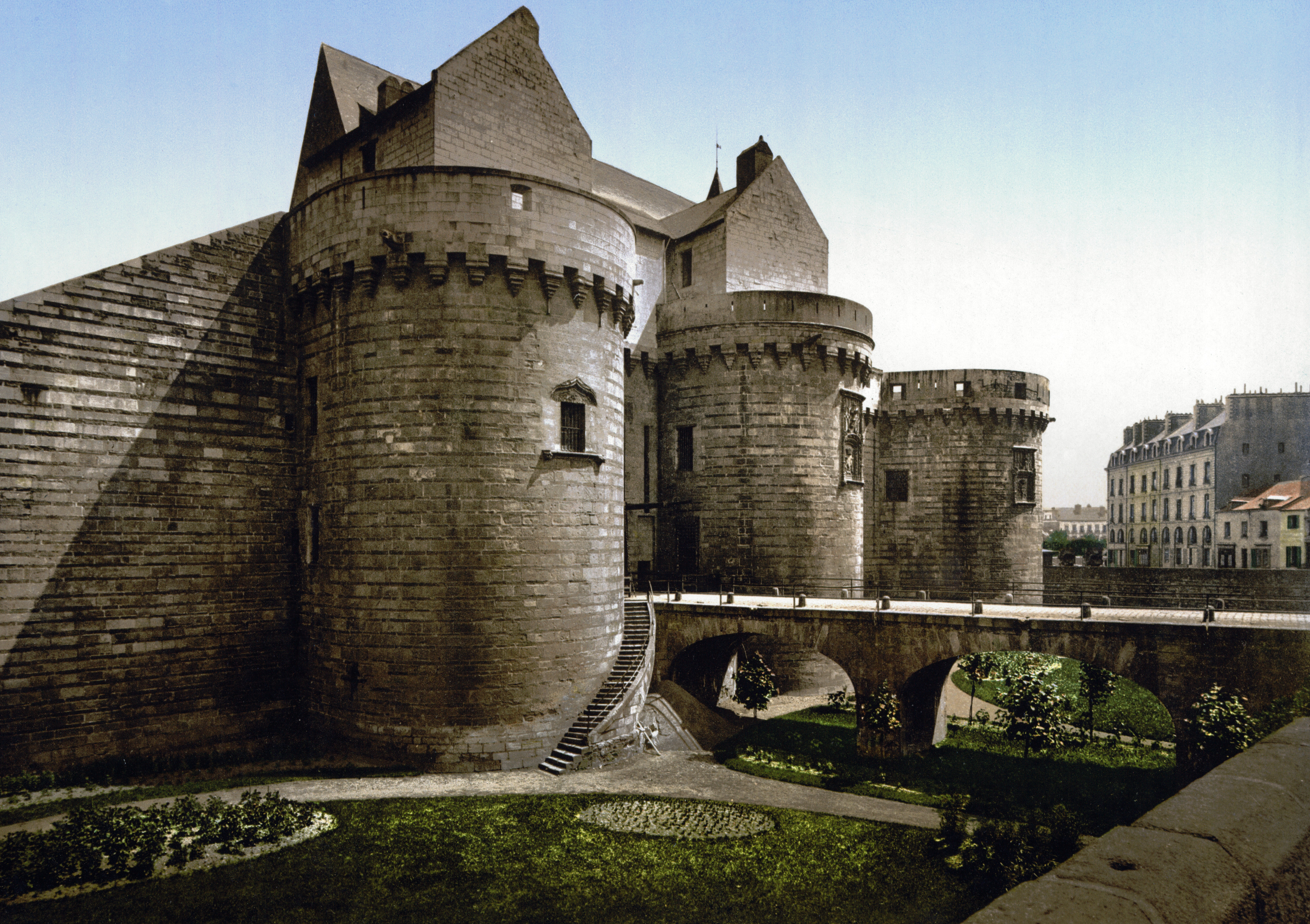
Замок Бретанських герцогів. Нант

Черговий герцог Жан I Рудий помер 1286 року, передавши герцогство старшому сину Жану II. У 1297 році Жан II став першим герцогом Бретанським, що був пером Франції. Як родич короля Англії Едуарда I він був призначений загальним капітаном Аквітанії та боронив цю область від армії короля Франції, якою командував Карл Валуа. Жан II вів тільки оборонну війну, і Бретань була захоплена. У 1305 році Жан II вирушив до Ліона на інтронізацію папи римського Клемента V, але, беручи участь у цій церемонії, його вбила стіна, що впала.
Йому спадкував син Артур II. Він склав омаж за віконтство Лімож королю Франції. У свою чергу Артур II передав Бретань своєму старшому синові Жану III Доброму, а графство Пент'євр перейшло до його другого сина Гі. Бездітний Жан III помер в Кані 13 квітня 1341 року під час повернення з Фландрії.

### Війна за Бретанську спадщину
У 1341 році почалась війна за бретонську спадщину, спричинена претензіями французького короля на Бретанське герцогство. Вона почалася по смерті герцога Жана III, який не залишив спадкоємців. Жанна де Пент'євр, дочка Гі де Пент'євра, брата Жана III, і Жанна Фландрська, дружина герцога Жана IV, оскаржували одна в одної право спадкування та, врешті-решт, змусили своїх чоловіків, Жана II де Монфора й Карла де Блуа заявити свої права на герцогство. У той час Англія та Франція вже кілька років перебували у стані конфлікту (Столітня війна почалася 1337 року). Едуард III проголосив себе королем Франції, і Жан де Монфор склав омаж йому. А Карл де Блуа присягнув на вірність своєму дядькові, Філіпу VI.
У 1341 році французи взяли до полону Жана де Монфора й віддали герцогство Карлу де Блуа, але 1342 року Едуард III висадився в Бресті. Жана де Монфора ув'язнили, Жанна Фландрська збожеволіла. У 1343 році було укладено перемир'я.
Статус-кво зберігався аж до поразки французів у битві під Оре 1364 року. Перемога проанглійської партії дозволила у 1365 році укласти Герандську угоду, яка зробила законним спадкоємцем Жана IV Хороброго, сина Жана II де Монфора. Жан у свою чергу підписав союзну угоду з Англією.

### Правління у Бретані Монфорів

Герб Жана IV де Монфора

Після затвердження титулу герцога Бретані, Жан IV правив спокійно, тільки стикнувшись із повстанням Олів'є де Кліссона. Герцоги Бретані з дому де Монфор складали омаж королеві Франції за графство Монфор-л'Аморі. Жан IV помер 1399 року, передавши титул своєму синові Жану V Мудрому. Його старший син, Франсуа Коханий, успадкував Бретань після смерті батька 1442 року, але сам не лишив спадкоємців. Він помер за вісім років після смерті батька, у 1450 році, й герцогом Бретані став його молодший брат П'єр II Простий.
Наступним герцогом Бретані став син Жана IV Артур III, конетабль Франції. За рік, у грудні 1458 року він помер у Нанті й був похований у міському соборі. Після його смерті спадкоємцем герцогства виявився Франциск II, син Річарда, графа Етампа, Манта, Бенона і Вертю. У 1488 році Франциск помер, і герцогинею стала його малолітня дочка Анна.

### Приєднання до Франції

Карта Франції в 1477 році

Коли почалася боротьба за Бретанську спадщину, Максиміліан I, імператор Священної Римської імперії, втрутився до цього конфлікту на боці герцогині Анни, яку обіцяли йому за дружину. На боці Максиміліана й Анни виступили також Англія та Кастилія.

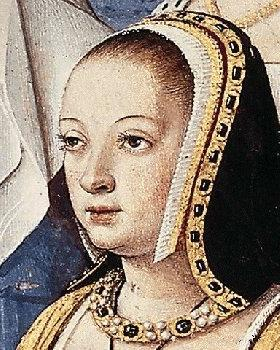
Герцогиня Анна

Ще за життя батька Анни Бретанської, герцога Бретані Франциска II, Максиміліан отримав офіційну згоду на шлюб. 19 грудня 1490 року в Ренні відбулося його весілля за дорученням з Анною Бретанською, однак сам Максиміліан, зайнятий вирішенням проблем з Угорським королівством, до Бретані не поспішав. Цим скористалась Анна де Боже, регентша при королі Франції Карлі VIII, зарученому з малолітньою дочкою Максиміліана. Не бажаючи, аби Бретань дісталася Максиміліану й поки він не прибув до Бретані для завершення шлюбу, Анна й Карл наважились на похід до герцогства під приводом, що король є сюзереном Бретані, й герцогиня зобов'язана взяти у нього дозвіл на шлюб. Похід очолив молодий король. Він захопив Ренн і зажадав від Анни стати його дружиною. Шлюб було укладено 6 грудня 1491 року в замку Ланже на Луарі, після чого Бретань увійшла до складу французького королівства.
Цей шлюб викликав обговорення всією Європою. У тому числі був невдоволений і папа римський Інокентій VIII, оскільки Карл не чекав дозволу на розрив попередніх заручин із Маргаритою. Ображений Максиміліан звинуватив Карла у безчесті й постарався, аби дурна слава про французького короля розповсюдилась усюди. При цьому йому довелося відмовитись від війни проти Франції, оскільки імперські князі відмовилися фінансувати його особисту помсту. Однак Максиміліанові вдалося повернути Франш-Конте, розгромивши французів під Санлісом 1493 року, але розвинути свій успіх він не зміг. За Санліським миром Карл був змушений визнати це завоювання, окрім того Франція офіційно визнала права Габсбургів на правління в Нідерландах.
Бретанське герцогство таким чином опинилося в особистій унії з французькою короною, однак, зберегло відокремленість від королівського домену, Анна як його чинна герцогиня керувала ним самостійно.

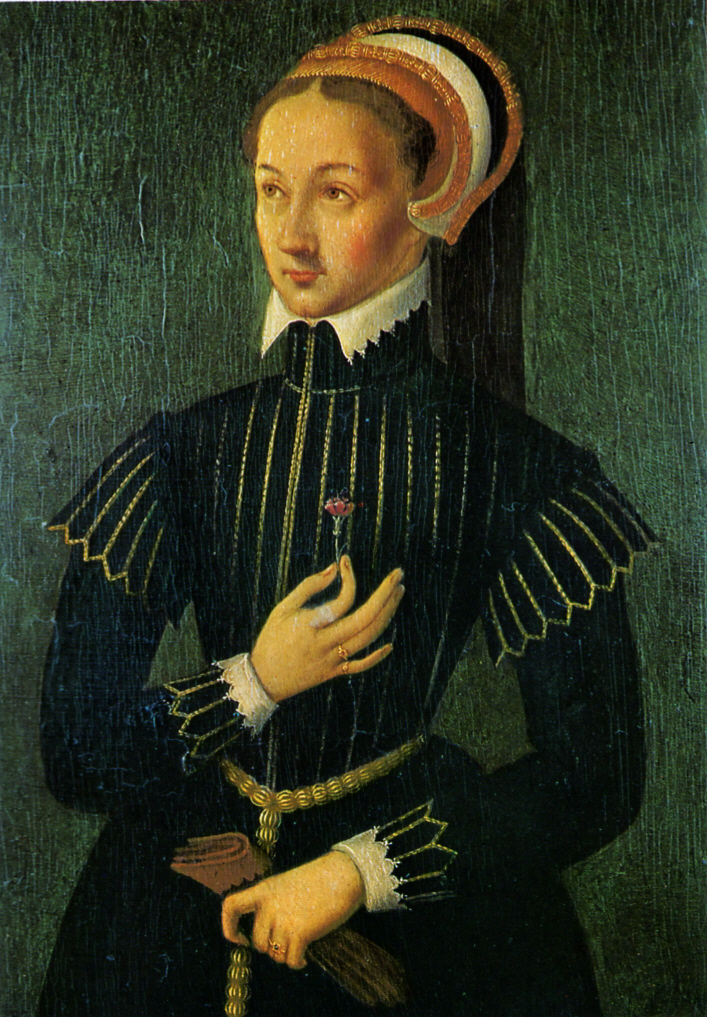
Герцогиня Клод

Після смерті 1498 року Карла VIII, аби не допустити розірвання унії його спадкоємець Людовик XII також вступив до шлюбу із вдовою Анною Бретонською (з першою дружиною Жанною, Людовік розлучився з дозволу папи Олександра VI). Дочка від цього шлюбу, Клавдія, що стала герцогинею Бретані після смерті Анни, була видана заміж за двоюрідного племінника Людовіка XII, Франциска, графа Алансонського, який у 1515 році успадкував французький престол під ім'ям Франциска I, і зробивши його також герцогом. Франциск передав герцогство своєму синові Франциску III у 1524 році після смерті його матері Анни.
1532 року Франциск I, користаючи військову силу, домігся від Бретанського парламенту видання акту про нерозривність унії між французькою короною та Бретанським герцогством. Бретань, таким чином, була фактично перетворена на французьку провінцію, однак зберегла внутрішнє самоврядування. У Бретані продовжував діяти станово-представницький орган — Штати Бретані, який завідував у тому числі й питаннями оподаткування.
У 1536 році Франциск III помер. Герцогство Бретанське перейшло до другого сина короля Франциска I Генріха II, що став королем Франції після смерті Франциска I у 1547 році. Титулярним герцогом Бретані був до сходження на престол 1559 року після смерті Генріха II його син Франциск II.

## Феодальні володіння на території герцогства
До складу герцогства входила низка феодальних володінь, що були васалами Бретанських герцогів. Після приєднання Бретанського герцогства до французької корони деякі з них самі отримали статус герцогства.
Графства
- Ваннське графство (брет. Gwened)
- Генгамське графство (брет. Gwengamp)
- Корнуайське графство (брет. Kernev)
- Нантське графство (брет. Naoned)
- Поерське графство (лат. Poucher)
- Пент'єврське графство (брет. Penteur), згодом герцогство
- Реннське графство (брет. Roazhon)
- Трегорське графство (брет. Landreger)

Віконтства
- Леонське віконтство (брет. Leon)
- Пороетське віконтство (брет. Pourc'hoad)
- Роанське віконтство

Сеньйорії
- Сеньйорія Фужер
- Сеньйорія Вітр
- Сеньйорія Гоеле
- Сеньйорія Денан
- Сеньйорія Доль
- Сеньйорія Авогур
- Сеньйорія Монфор-де-Бретань

Церковні володіння
- Дольське архієпископство
- Реннське єпископство
- Ваннське єпископство